# Saxifraga
Saxifraga là một chi thực vật có hoa trong họ Saxifragaceae.